# Antonio Tironi
Antonio Tironi (también conocido como Antonio da Bergamo, Antonio da Udine o Antonio Veneto) fue un escultor y pintor italiano, nacido en Bérgamo entre 1470 y 1475 y fallecido en 1528.

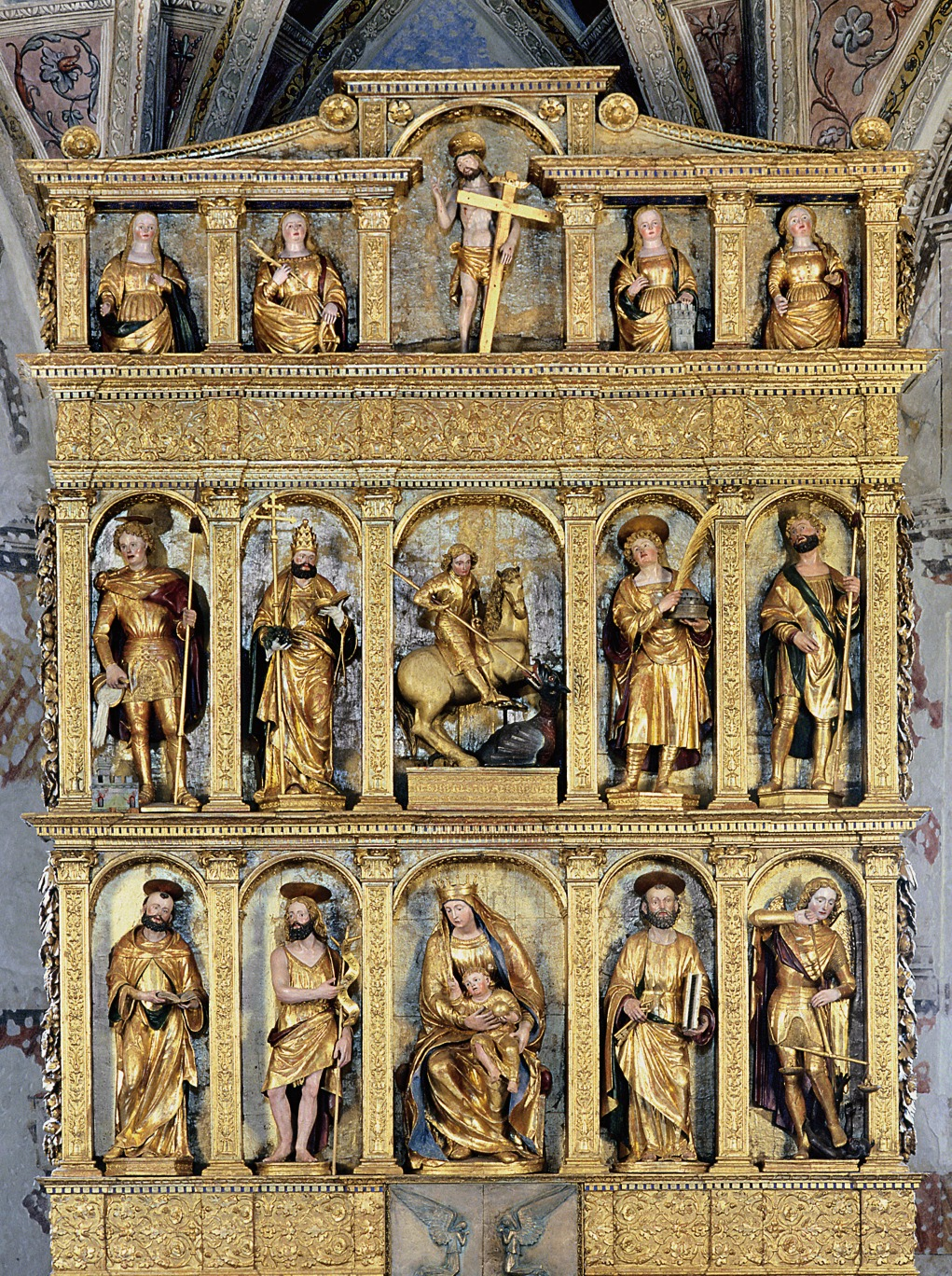
Retablo en la iglesia de Santa María Mayor en Dierico (Paularo), obra de Tironi, esculpido entre 1522 y 1527

Nació en Bérgamo, hijo de Simone de Ieronimis. Probablemente pasó sus primeros años de vida en Venecia y más tarde se trasladó a Údine, a principios del siglo XVI, y formó parte del taller del escultor Bartolomeo da San Vito, quien hizo numerosas obras en la zona del Friuli entre el siglo XV y el XVI. Tironi se inició como dorador  y su primer trabajo conocido en esta labor es el políptico de la basílica de la Asunción en Aquilea, en 1502.
Se formó también con Bartolomeo dell'Occhio y después abrió su propio taller como escultor en la zona de Mercatovecchio. 
Entre sus obras escultóricas, destacan el retablo de la iglesia de Santa María en Paluzza, organizado en tres cuerpos, o el de la iglesia de Santa María la Mayor en Dierico (de 1522-1527), también organizado en tres cuerpos, en cuya calle central representó a la Virgen con el Niño en el primer cuerpo, a San Jorge y el dragón en el segundo y a Cristo Redentor en el tercero. Flanqueándolos, imágenes policromadas de distintos santos. La decoración con motivos vegetales del políptico recuerda a la de la basílica de Santa María la Mayor en Bérgamo, obra del taller de Pietro Bussolo.
Del retablo que elaboró para la iglesia de San Martino al Tagliamento (1522) se conserva un crucificado en este templo y tres esculturas en colecciones privadas.
Algunas imágenes suyas son las procedentes del retablo de Pesariis (c. 1516), de las que se conservan dos en colecciones privadas y una en el Museo Diocesano y Galerías del Tiepolo de Údine; la Virgen con el Niño (1516) en la iglesia de Mereto di Capitolo y el San Juan Bautista (c. 1528) de la iglesia de San Leonardo en Osais (municipio de Prato Carnico).